# Манівчук Іван Васильович
Іван Васильович Манівчук (?, село Лазещина, тепер Рахівського району Закарпатської області — ?) — український радянський діяч, новатор виробництва, кранівник Ясінянського лісокомбінату Рахівського району Закарпатської області. Депутат Верховної Ради УРСР 7-го скликання.

## Біографія
Народився в селянській родині. 
З 1947 року — робітник, кранівник Зімірського лісопункту Ясінянського лісокомбінату «Радянські Карпати» села Лазещина Рахівського району Закарпатської області.